# Linia kolejowa Bayonne – Saint-Jean-Pied-de-Port
Linia kolejowa Bajonna – Saint-Jean-Pied-de-Port – lokalna francuska linia kolejowa o długości 52 km. Biegnie z Bajonny do Saint-Jean-Pied-de-Port u podnóży Pirenejów. Linia została otwarta w 1898.

## Trasa
Linia Bajonna - Saint-Jean-Pied-de-Port rozpoczyna się na Gare de Bayonne i biegnie w kierunku południowym. Przecina rzekę Adour na południu centrum Bajonny, a następnie odchodzi od linii Tuluza – Bajonna i Bordeaux – Irun. Przecina doliny Pirenejów aż do Gare de Saint-Jean-Pied-de-Port.